# Comuna Havrîlivka, Bobrovîțea
Havrîlivka (în ucraineană Гаврилівка) este o comună în raionul Bobrovîțea, regiunea Cernihiv, Ucraina, formată din satele Havrîlivka (reședința), Ukraiinka și Zaporijjea.

## Demografie
Componența lingvistică a comunei Havrîlivka
     Ucraineană (98,92%)
     Rusă (1,08%)
Conform recensământului din 2001, majoritatea populației comunei Havrîlivka era vorbitoare de ucraineană (98,92%), existând în minoritate și vorbitori de rusă (1,08%).